# Награде Олимпијског комитета Србије
Награде Олимпијског комитета Србије проглашавају се од 1994. године, на крају сваке календарске године, најуспешнијим спортистима. Од 1994. до 2003. године назив је био СР Југославија, а од 2003.. до 2006. године Србија и Црна Гора. Првобитно је проглашавана спортисткиња и спортиста, а касније су уведене награде за најбољи женски тим, мушки тим, тренер и млади спортиста. Такмичење обухвата резултате из актуелних олимпијских спортова, такође и са шаховске олимпијаде. Пехари се традиционално додељују на свечаној вечери у Дому Народне скупштине.

## Критеријуми за награде
Награде се додељују спортистима и екипама према резултатима у олимпијским спортовима, параолимпијским спортовима и са шаховске олимпијаде. Највреднији резултати су они постигнути на овим такмичењима (овим редоследом):
1. Олимпијске игре
2. Светско првенство
3. Европско првенство
4. Светски куп
5. Европски куп
6. Параолимпијске игре
7. Шаховска олимпијада
Награда за најуспешнијег тренера може се доделити тренеру који је био члан једне од репрезентативних селекција Србије која је по наведеним критеријумима остварила највреднији спортски резултат. Ако два спортиста имају идентичне резултате, награду ће добити спортисти из појединачних спортова уместо екипних. Изузетак се може направити ако је спортиста из тимског спорта освојио МВП награду на Олимпијским играма, Светском првенству или Европском првенству. Такође, може се узети у обзир светска популарност њиховог спорта, као и максималан број спортиста из поједине нације који могу да учествују на такмичењима. Уколико у датој години нема изузетних резултата, награда се неће додељивати.

## Спортисткиња године
Ова награда се проглашава од увођења награда 1994. године. До сада је додељено 16 различитих спортиста из 10 спортова.
| Година | Спортисткиња године | Спорт        |
| ------ | ------------------- | ------------ |
| 1994.  | Јасна Шекарић       | Пуцање       |
| 1995.  | Јасна Шекарић (2)   | Пуцање       |
| 1996.  | Александра Ивошев   | Пуцање       |
| 1997.  | Јасна Шекарић (3)   | Пуцање       |
| 1998.  | Оливера Јевтић      | Атлетика     |
| 1999.  | Оливера Јевтић (2)  | Атлетика     |
| 2000.  | Јасна Шекарић (4)   | Пуцање       |
| 2001.  | Јелена Докић        | Тенис        |
| 2002.  | Мара Ковачевић      | Џудо         |
| 2003.  | Силвија Ердељи      | Стони тенис  |
| 2004.  | Јасна Шекарић (5)   | Пуцање       |
| 2005.  | Јасна Шекарић (6)   | Пуцање       |
| 2006.  | Оливера Јевтић (3)  | Атлетика     |
| 2007.  | Јелена Јанковић     | Тенис        |
| 2008.  | Јелена Јанковић (2) | Тенис        |
| 2009.  | Нађа Хигл           | Пливање      |
| 2010.  | Зорана Аруновић     | Пуцање       |
| 2011.  | Јована Бракочевић   | Одбојка      |
| 2012.  | Милица Мандић       | Теквондо     |
| 2013.  | Ивана Шпановић      | Атлетика     |
| 2014.  | Николина Молдован   | Вожња кануом |
| 2015.  | Ивана Шпановић (2)  | Атлетика     |
| 2016.  | Тијана Богдановић   | Теквондо     |
| 2017.  | Милица Мандић (2)   | Теквондо     |
| 2018.  | Тијана Бошковић     | Одбојка      |
| 2019.  | Тијана Бошковић (2) | Одбојка      |
| 2020.  | Бобана Величковић   | Пуцање       |
| 2021.  | Јована Прековић     | Карате       |
| 2022.  | Ивана Шпановић (3)  | Атлетика     |
| 2023.  | Ивана Шпановић (4)  | Атлетика     |

## Спортиста године
Ова награда се проглашава од увођења награда 1994. године. До сада је додељено 16 различитих спортиста из 9 спортова.
| Година | Спортиста године              | Спорт        |
| ------ | ----------------------------- | ------------ |
| 1994.  | Стеван Плетикосић             | Пуцање       |
| 1995.  | Александар Ђорђевић           | Кошарка      |
| 1996.  | Владимир Грбић                | Одбојка      |
| 1997.  | Никола Грбић                  | Одбојка      |
| 1998.  | Дејан Бодирога                | Кошарка      |
| 1999.  | Недељко Јовановић             | Рукомет      |
| 2000.  | Владимир Грбић (2)            | Одбојка      |
| 2001.  | Александар Шоштар             | Ватерполо    |
| 2002.  | Дејан Бодирога (2)            | Кошарка      |
| 2003.  | Милорад Чавић                 | Пливање      |
| 2004.  | Александар Шапић              | Ватерполо    |
| 2005.  | Владимир Вујасиновић          | Ватерполо    |
| 2006.  | Никола Стојић                 | Веслање      |
| 2007.  | Новак Ђоковић                 | Тенис        |
| 2008.  | Милорад Чавић (2)             | Пливање      |
| 2009.  | Милорад Чавић (3)             | Пливање      |
| 2010.  | Новак Ђоковић (2)             | Тенис        |
| 2011.  | Новак Ђоковић (3)             | Тенис        |
| 2012.  | Андрија Прлаиновић            | Ватерполо    |
| 2013.  | Новак Ђоковић (4)             | Тенис        |
| 2014.  | Новак Ђоковић (5)             | Тенис        |
| 2015.  | Новак Ђоковић (6)             | Тенис        |
| 2016.  | Филип Филиповић               | Ватерполо    |
| 2017.  | Миленко Зорић Марко Томићевић | Вожња кануом |
| 2018.  | Новак Ђоковић (7)             | Тенис        |
| 2019.  | Новак Ђоковић (8)             | Тенис        |
| 2020.  | Новак Ђоковић (9)             | Тенис        |
| 2021.  | Филип Филиповић (2)           | Ватерполо    |
| 2022.  | Зураб Датунашвили             | Рвање        |
| 2023.  | Новак Ђоковић (10)            | Тенис        |

## Млади спортиста године
Ова награда је уведена 2010. До сада је додељено 10 различитих спортиста из 8 спортова.
| Година | Спортиста године    | Спорт         |
| ------ | ------------------- | ------------- |
| 2010.  | Велимир Стјепановић | Пливање       |
| 2011.  | Урош Ковачевић      | Одбојка       |
| 2012.  | Душан Мандић        | Ватерполо     |
| 2013.  | Андрија Шљукић      | Веслање       |
| 2014.  | Немања Мајдов       | Јудо          |
| 2015.  | Тијана Богдановић   | Теквондо      |
| 2016.  | Никола Јакшић       | Ватерполо     |
| 2017.  | Тијана Бошковић     | Одбојка       |
| 2018.  | Надица Божанић      | Теквондо      |
| 2019.  | Ивана Перовић       | Карате        |
| 2020.  | Матија Динић        | Хокеј на леду |
| 2021.  | Адриана Вилагош     | Атлетика      |
| 2022.  | Адриана Вилагош (2) | Хокеј на леду |
| 2023.  | Ангелина Топић      | Атлетика      |

## Женски тим године
Ова награда је уведена 1995. године. Додељено је 10 различитих тимова из 7 различитих спортова.
| Година | Женски тим године                              | Спорт       |
| ------ | ---------------------------------------------- | ----------- |
| 1995.  | Државна стрељачка репрезентација               | Пуцање      |
| 1996.  | Карате клуб Соко Штарк                         | Карате      |
| 1997.  | Карате клуб Књаз Милош                         | Карате      |
| 1998.  | ЖРК Будућност                                  | Рукомет     |
| 1999.  | Репрезентација у шаху                          | Шах         |
| 2000.  | Без награде                                    | Без награде |
| 2001.  | Рукометна репрезентација                       | Рукомет     |
| 2002.  | Без награде                                    | Без награде |
| 2003.  | Без награде                                    | Без награде |
| 2004.  | Без награде                                    | Без награде |
| 2005.  | Национална јуниорска кошаркашка репрезентација | Кошарка     |
| 2006.  | Репрезентација у одбојци                       | Одбојка     |
| 2007.  | Одбојкашка репрезентација (2)                  | Одбојка     |
| 2008.  | Одбојкашка репрезентација (3)                  | Одбојка     |
| 2009.  | Одбојкашка репрезентација (4)                  | Одбојка     |
| 2010.  | Одбојкашка репрезентација (5)                  | Одбојка     |
| 2011.  | Одбојкашка репрезентација (6)                  | Одбојка     |
| 2012.  | Фед куп тим                                    | Тенис       |
| 2013.  | Рукометна репрезентација (2)                   | Рукомет     |
| 2014.  | Без награде                                    | Без награде |
| 2015.  | Национална кошаркашка репрезентација           | Кошарка     |
| 2016.  | Одбојкашка репрезентација (7)                  | Одбојка     |
| 2017.  | Одбојкашка репрезентација (8)                  | Одбојка     |
| 2018.  | Одбојкашка репрезентација (9)                  | Одбојка     |
| 2019.  | Одбојкашка репрезентација (10)                 | Одбојка     |
| 2020.  | Без награде                                    | Без награде |
| 2021.  | Одбојкашка репрезентација (11)                 | Одбојка     |
| 2022.  | Одбојкашка репрезентација (12)                 | Одбојка     |
| 2023.  | Одбојкашка репрезентација (13)                 | Одбојка     |

## Мушки тим године
Ова награда је уведена 1995. године. Додељено је 5 различитих тимова из 5 различитих спортова.
| Година | Мушки тим године                     | Спорт        |
| ------ | ------------------------------------ | ------------ |
| 1995.  | Кошаркашка репрезентација Србије     | Кошарка      |
| 1996.  | Кошаркашка репрезентација Србије (2) | Кошарка      |
| 1997.  | Кошаркашка репрезентација Србије (3) | Кошарка      |
| 1998.  | Кошаркашка репрезентација Србије (4) | Кошарка      |
| 1999.  | Рукометна репрезентација Србије      | Рукомет      |
| 2000.  | Одбојкашка репрезентација Србије     | Одбојка      |
| 2001.  | Ватерполо репрезентација Србије      | Ватерполо    |
| 2002.  | Кошаркашка репрезентација Србије (5) | Кошарка      |
| 2003.  | Ватерполо репрезентација Србије (2)  | Ватерполо    |
| 2004.  | Ватерполо репрезентација Србије (3)  | Ватерполо    |
| 2005.  | Ватерполо репрезентација Србије (4)  | Ватерполо    |
| 2006.  | Ватерполо репрезентација Србије (5)  | Ватерполо    |
| 2007.  | Ватерполо репрезентација Србије (6)  | Ватерполо    |
| 2008.  | Ватерполо репрезентација Србије (7)  | Ватерполо    |
| 2009.  | Ватерполо репрезентација Србије (8)  | Ватерполо    |
| 2010.  | Одбојкашка репрезентација Србије (2) | Одбојка      |
| 2011.  | Ватерполо репрезентација Србије (9)  | Ватерполо    |
| 2012.  | Ватерполо репрезентација Србије (10) | Ватерполо    |
| 2013.  | Одбојкашка репрезентација Србије (3) | Одбојка      |
| 2014.  | Кошаркашка репрезентација Србије (6) | Кошарка      |
| 2015.  | Ватерполо репрезентација Србије (11) | Ватерполо    |
| 2016.  | Ватерполо репрезентација Србије (12) | Ватерполо    |
| 2017.  | Ватерполо репрезентација Србије (13) | Ватерполо    |
| 2018.  | 3x3 репрезентација Србије            | 3x3          |
| 2019.  | Одбојкашка репрезентација Србије (4) | Одбојка      |
| 2020.  | Нема награде                         | Нема награде |
| 2021.  | Ватерполо репрезентација Србије (14) | Ватерполо    |
| 2022.  | 3x3 репрезентација Србије (2)        | 3x3          |
| 2023.  | 3x3 репрезентација Србије (3)        | 3x3          |

## Тренер године
Ова награда је уведена 2009. Додељено је 9 различитих тренера из 7 различитих спортова.
| Година | Тренер године     | Спорт        |
| ------ | ----------------- | ------------ |
| 2009.  | Дејан Удовичић    | Ватерполо    |
| 2010.  | Мариан Вајда      | Тенис        |
| 2011.  | Маријан Вајда (2) | Тенис        |
| 2012.  | Драган Јовић      | Теквондо     |
| 2013.  | Саша Бошковић     | Рукомет      |
| 2014.  | Драган Плавшић    | Вожња кануом |
| 2015.  | Дејан Савић       | Ватерполо    |
| 2016.  | Дејан Савић (2)   | Ватерполо    |
| 2017.  | Драган Јовић (2)  | Теквондо     |
| 2018.  | Зоран Терзић      | Одбојка      |
| 2019.  | Слободан Ковач    | Одбојка      |
| 2020.  | Јасна Шекарић     | Пуцање       |
| 2021.  | Драган Јовић (3)  | Теквондо     |
| 2022.  | Драган Јовић (4)  | Теквондо     |
| 2023.  | Горан Обрадовић   | Атлетика     |

## Олимпијско срце „Генерал Ђукић”
Ова награда је уведена 2017. године као Награда за животно дело.
| Година | Тренер године      | Спорт   |
| ------ | ------------------ | ------- |
| 2017.  | Владимир Цветковић | Кошарка |
| 2018.  | Јасна Шекарић      | Пуцање  |
| 2019.  | Александар Боричић | Одбојка |
| 2020.  | Иванка Гајић       | Кошарка |
| 2021.  | Драган Радовановић | Кошарка |
| 2022.  | Душан Маравић      | Фудбал  |
| 2023.  | Бориша Симанић     | Кошарка |